# Swiss Cottage (Metropolitano de Londres)

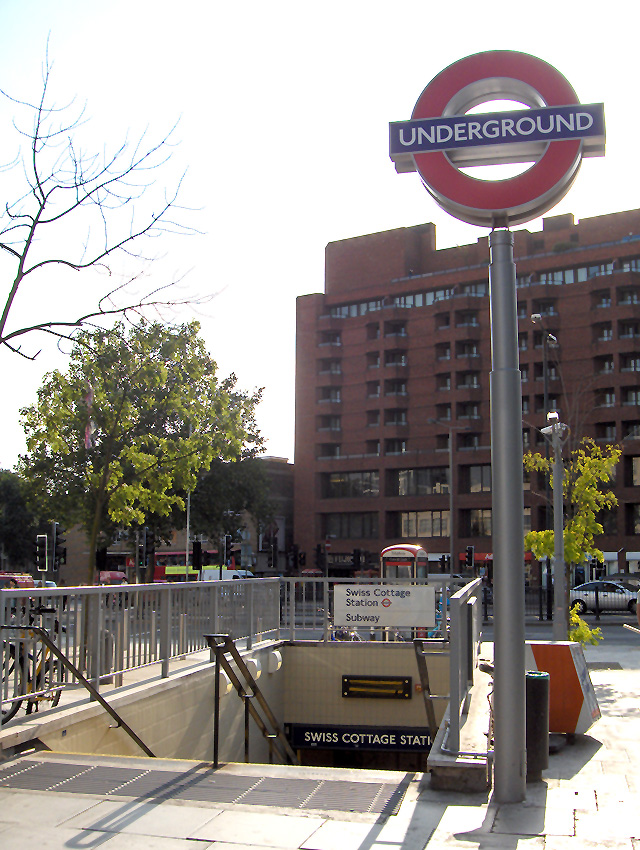
Estação de Swiss Cottage, Metropolitano de Londres.

Swiss Cottage é uma estação do Metrô de Londres em Swiss Cottage. Ela se encontra sobre a Jubilee line, entre Finchley Road e St. John's Wood. Pertence à Zona 2 do Travelcard.

## História
A Metropolitan Railway abriu a Swiss Cottage em 13 de abril de 1868 como o terminal norte de uma nova linha de ramal, a Metropolitan e a St. John's Wood Railway. Seu nome vem de um pub próximo construído em 1803-4, originalmente chamado de The Swiss Tavern e mais tarde renomeado Swiss Cottage.